# Leucophyllum zygophyllum
Leucophyllum zygophyllum är en flenörtsväxtart som beskrevs av Ivan Murray Johnston. Leucophyllum zygophyllum ingår i släktet Leucophyllum och familjen flenörtsväxter. Inga underarter finns listade i Catalogue of Life.